# ロドルフォ・セラヤ
ロドルフォ・セラヤ（Rodolfo Zelaya 、1988年7月3日 - ）は、エルサルバドルのプロサッカー選手。ポジションはFW。

## クラブ経歴
2009年6月15日、メキシコのクラブ・レオンにレンタルで加入。12月3日、クラブ・レオンに完全移籍し3年契約を結んだ。
2011年7月19日、ロシアのFCアラニア・ウラジカフカスに半年間期限付き移籍。
2013年1月26日、再びFCアラニア・ウラジカフカスに半年間期限付き移籍。2013年7月、レンタル期間満了に伴いアリアンサFCに復帰。
2019年1月30日、MLSのロサンゼルスFCに移籍。
2019年8月15日、USLチャンピオンシップのラスベガス・ライツFCに期限付き移籍。

## 代表歴
2008年4月23日の中国代表戦でエルサルバドル代表デビュー。9月6日の2010 FIFAワールドカップ・北中米カリブ海予選・ハイチ代表戦で初ゴールをマーク。この試合ハットトリックの活躍で5–0の勝利に貢献した。
2011 CONCACAFゴールドカップでは4得点を挙げ、大会ベストイレブンに選出された。
2013 CONCACAFゴールドカップでもチームの全得点である4ゴールを決め、大会ベストイレブンに選出された。
2013年9月、代表戦での八百長スキャンダルに関与したとして、1年間の国際試合出場禁止処分を受けた

### 代表戦でのゴール
| No. | 開催日         | 開催地             | 対戦国               | スコア | 結果 | 試合概要                         |
| --- | -------------- | ------------------ | -------------------- | ------ | ---- | -------------------------------- |
| 1.  | 2008年9月6日   | サンサルバドル     | ハイチ               | 1–0    | 5–0  | 2010 FIFAワールドカップ予選      |
| 2.  | 2008年9月6日   | サンサルバドル     | ハイチ               | 2–0    | 5–0  | 2010 FIFAワールドカップ予選      |
| 3.  | 2008年9月6日   | サンサルバドル     | ハイチ               | 3–0    | 5–0  | 2010 FIFAワールドカップ予選      |
| 4.  | 2008年10月15日 | サンサルバドル     | スリナム             | 1–0    | 3–0  | 2010 FIFAワールドカップ予選      |
| 5.  | 2010年9月4日   | ロサンゼルス       | ホンジュラス         | 1–0    | 2–2  | 親善試合                         |
| 6.  | 2010年9月4日   | ロサンゼルス       | ホンジュラス         | 2–0    | 2–2  | 親善試合                         |
| 7.  | 2011年5月29日  | ヒューストン       | ホンジュラス         | 1–2    | 2–2  | 親善試合                         |
| 8.  | 2011年6月9日   | シャーロット       | コスタリカ           | 1–0    | 1–1  | 2011 CONCACAFゴールドカップ      |
| 9.  | 2011年6月12日  | シカゴ             | キューバ             | 1–0    | 6–1  | 2011 CONCACAFゴールドカップ      |
| 10. | 2011年6月12日  | シカゴ             | キューバ             | 4–0    | 6–1  | 2011 CONCACAFゴールドカップ      |
| 11. | 2011年6月19日  | ワシントンD.C.     | パナマ               | 1–0    | 1–1  | 2011 CONCACAFゴールドカップ      |
| 12. | 2011年9月2日   | サンサルバドル     | ドミニカ共和国       | 1–0    | 3–2  | 2014 FIFAワールドカップ予選      |
| 13. | 2011年9月2日   | サンサルバドル     | ドミニカ共和国       | 3–1    | 3–2  | 2014 FIFAワールドカップ予選      |
| 14. | 2013年7月8日   | ハリソン           | トリニダード・トバゴ | 1–1    | 2–2  | 2013 CONCACAFゴールドカップ      |
| 15. | 2013年7月8日   | ハリソン           | トリニダード・トバゴ | 2–1    | 2–2  | 2013 CONCACAFゴールドカップ      |
| 16. | 2013年7月15日  | ヒューストン       | ハイチ               | 1–0    | 1–0  | 2013 CONCACAFゴールドカップ      |
| 17. | 2013年7月21日  | ボルチモア         | アメリカ合衆国       | 1–2    | 1–5  | 2013 CONCACAFゴールドカップ      |
| 18. | 2017年1月15日  | パナマ市           | ホンジュラス         | 1–0    | 1–2  | コパ・セントロアメリカーナ2017   |
| 19. | 2017年3月22日  | ウィレムスタット   | キュラソー           | 1–1    | 1–1  | 親善試合                         |
| 20. | 2017年5月27日  | ワシントンD.C.     | ホンジュラス         | 2–2    | 2–2  | 親善試合                         |
| 21. | 2017年7月13日  | デンバー           | キュラソー           | 2–0    | 2–0  | 2017 CONCACAFゴールドカップ      |
| 22. | 2019年10月12日 | ルックアウト       | モントセラト         | 2–0    | 2–0  | 2019 CONCACAFネーションズリーグB |
| 23. | 2019年10月15日 | グロス・アイレット | セントルシア         | 1–0    | 2–0  | 2019 CONCACAFネーションズリーグB |

## 所属クラブ
- ADI FC 2005-2007
- CDチャラテナンゴ 2008
- アリアンサFC 2008-2009
  -  クラブ・レオン 2009 (loan)
- クラブ・レオン 2009-2010
- アリアンサFC 2010-2018
  -  FCアラニア・ウラジカフカス 2011 (loan)
  -  FCアラニア・ウラジカフカス 2013 (loan)
- ロサンゼルスFC 2019
  -  ラスベガス・ライツFC 2019 (loan)
- セラジャFC 2020
- アリアンサFC 2020-

## タイトル

### クラブ
アリアンサFC
- エルサルバドル・プリメーラ・ディビシオン (4): クラウスーラ 2011, アペルトゥーラ 2015,  アペルトゥーラ 2017, クラウスーラ 2018

### 個人
- CONCACAFゴールドカップ: 2011, 2013